# 原潜ヴィジル 水面下の陰謀
『原潜ヴィジル 水面下の陰謀』（Vigil）は、イギリスBBCで放送されたミステリーのミニ・シリーズ。原案トム・エッジ、製作ワールド・プロダクションズ。6話で構成された本作は2021年8月からBBC 1で放送された。サランヌ・ジョーンズ、マーティン・コムストン、ローズ・レスリー、ショーン・エヴァンスらが出演。初回は1340万人もの視聴者を獲得し、イギリスで放送された新しいドラマでは2018年の『ボディガード ―守るべきもの―』以来の最高記録となった。2022年3月にはBBCが第2シリーズの製作について発表し、翌2023年3月にその概要を発表した。

## 梗概

### 第1シリーズ：原潜ヴィジル 水面下の陰謀
スコットランドの曳舟漁船マイリ・フィネア号が突如として姿を消した頃、海中を航行する架空のヴァンガード級原子力潜水艦ヴィジル号では乗員がヘロインの過剰摂取で死亡する事件が発生し、やがてこれらは警察と英国海軍と英国情報部を巻き込んだ国際問題へと発展していく。

### 第2シリーズ：ヴィジル2 謀略の軍事ドローン
スコットランドのダンデア英空軍試験場で、中東のウディアン国のアル・シャウカ空軍基地と合同でデモンストレーションが行われていたが、そこで軍事用無人機が突如人間を攻撃し始め死傷者が発生した。この事故はやがて英国空軍とウディアンの組織が複雑に入り組んだ謀略を明かすこととなっていく。

## 登場人物

### 第1シリーズ
| 名前                                   | 俳優                                 | 吹替声優                                         | 備考                                 |
| スコットランド警察カークマウス警察署   | スコットランド警察カークマウス警察署 | スコットランド警察カークマウス警察署             | スコットランド警察カークマウス警察署 |
| -------------------------------------- | ------------------------------------ | ------------------------------------------------ | ------------------------------------ |
| コリン・ロバートソン警視               | ゲイリー・ルイス                     | 宮田浩徳                                         |                                      |
| エイミー・シルヴァ主任警部             | サラン・ジョーンズ                   | 渡辺美佐                                         |                                      |
| カーステン・ロングエイカー巡査部長     | ローズ・レスリー                     | 村中知                                           |                                      |
| ポーター巡査部長                       | Reuben Joseph                        | 渡部俊樹                                         |                                      |
| ヴィジル号乗員                         |                                      |                                                  |                                      |
| ニール・ニューサム海軍中佐             | パターソン・ジョゼフ                 | さかき孝輔                                       | 艦長                                 |
| マーク・プレンティス海軍少佐           | アダム・ジェームズ                   | 佐藤晴男                                         | 副艦長                               |
| ヘネシー海軍少佐                       | Dan Li                               |                                                  | 機雷長                               |
| エリオット・グロウヴァー准尉           | ショーン・エヴァンス                 | 綿貫竜之介                                       | 操舵長                               |
| マシュー・ダワード海軍大尉             | Lorne MacFadyen                      | 山橋正臣                                         | ソーナー士                           |
| クレイグ・バーク上等兵曹               | マーティン・コムストン               | 渡部俊樹                                         | ソーナー士                           |
| テイラ・キアリー上等兵曹               | Lois Chimimba                        | 沼田智佳                                         | ソーナー士                           |
| サイモン・“ハダーズ”・ハドロウ海軍大尉 | Connor Swindells                     | 初村健矢                                         | 機関将校                             |
| ゲイリー・ウォルシュ上等兵曹           | ダニエル・ポートマン                 | 細川祥央                                         | 機関士                               |
| アダムズ上等兵曹                       | Tom Gill                             | 柏野昌俊                                         | 機関士                               |
| ジョン・ディアボーン上等兵曹           | Bhav Joshi                           |                                                  | ソーナー士                           |
| ティファニー・ドカティ海軍大尉         | アンジリ・モヒンドラ                 | 和優希                                           | 医師                                 |
| ジャッキー・ハミルトン兵曹             | Anita Vettesse                       |                                                  | 料理長                               |
| アビオラ                               | Fode Simbo                           |                                                  | 料理人                               |
| アンダートン                           | Cristian Ortega                      |                                                  | 操縦士                               |
| ヘザー・クロウニン                     | Bobby Rainsbury                      | 沼田智佳                                         | 通信係                               |
| 技師                                   | Jack Sherlock                        |                                                  | バルブ係                             |
| ロス・ハーミソン                       | ―                                    | ―                                                | Junior Rate / 機関士                 |
| 海軍関係者                             |                                      |                                                  |                                      |
| 国防大臣                               | Susannah Doyle                       |                                                  | 英国国防省                           |
| ショウ海軍少将                         | スティーヴン・ディレイン             | 三瓶雄樹                                         | ダンロック海軍基地                   |
| エリン・ブラニング海軍少佐             | ロリータ・チャクラバーティ           | 阿部彬名                                         | ダンロック海軍基地                   |
| スコット提督                           | Angelique Fernandez                  |                                                  | 米国海軍                             |
| MI 5                                   |                                      |                                                  |                                      |
| ジェイ・コーリ                         | Parth Thakerar                       | 渡部俊樹                                         |                                      |
| ローラ・マイケルズ                     | Therese Bradley                      |                                                  |                                      |
| ピース・キャンプの関係者               |                                      |                                                  |                                      |
| ジェイド・アントニアーク               | Lauren Lyle                          | 沼田智佳                                         | バークの恋人                         |
| ベン・オークリー                       | Cal MacAninch                        |                                                  |                                      |
| キャット                               | Aisha Toussaint                      |                                                  |                                      |
| パトリック・クルーデン                 | Stephen McCole                       |                                                  | スコットランド市議会議員             |
| マーク・ヒル                           | Oliver Lansley                       |                                                  | クルーデンの部下                     |
| ピーター・イングルズ                   | Sam Redford                          |                                                  |                                      |
| その他                                 |                                      |                                                  |                                      |
| ポピー                                 | Orla Russell                         | 沼田智佳                                         | エイミーの娘                         |
| イアン                                 | Jim Sturgeon                         |                                                  | エイミーの夫                         |
| “キャット”キャサリン                   |                                      | ―                                                | エイミーの飼い猫                     |
| モラグ・トレフェンズ                   | Anne Kidd                            |                                                  | イアンの母                           |
| ゴードン・トレフェンズ                 | Michael Mackenzie                    |                                                  | イアンの父                           |
| ダグラス・ウォルシュ                   | ―                                    | ―                                                | ゲイリーの弟                         |
| サム・ウォルシュ                       | ―                                    | ―                                                | ゲイリーの弟                         |
| ショーン・ハミルトン                   | ―                                    | ―                                                | ジャッキーの息子                     |
| プレンティスの娘                       | Silvie Furneaux                      |                                                  |                                      |
|                                        |                                      | 早川毅 越後屋コースケ 今泉葉子 谷内健 野々山恵梨 |                                      |

### 第2シリーズ
| 名前                                       | 俳優                     | 吹替声優           | 備考                   |
| スコットランド警察                         | スコットランド警察       | スコットランド警察 | スコットランド警察     |
| ------------------------------------------ | ------------------------ | ------------------ | ---------------------- |
| コリン・ロバートソン警視                   | ゲイリー・ルイス         | 宮田浩徳           |                        |
| エイミー・シルヴァ主任警部                 | サラン・ジョーンズ       | 渡辺美佐           |                        |
| カーステン・ロングエイカー警部             | ローズ・レスリー         | 村中知             |                        |
| ポール・タウンゼンド刑事巡査部長           | Noof Ousellam            |                    |                        |
| コンプトン                                 | Jordan Young             |                    | 武装警官               |
| ダンデア空軍基地の関係者                   |                          |                    |                        |
| マーカス・グレインジャー空軍少将           | ダグレイ・スコット       | てらそままさき     |                        |
| コリン・ディクソン空軍中尉                 | Anders Hayward           |                    | R-PAS操縦士            |
| クロジアー空軍中尉                         | Angus Yellowlees         |                    | グレインジャーの部下   |
| パトリック                                 | Craig Anthony-Kelly      |                    | 兵士                   |
| ジャンセン                                 | Martin Bell              |                    | 兵士                   |
| キース・シモンズ伍長                       | Jack Hesketh             |                    | 兵士                   |
| デイヴィッドソン                           |                          |                    | 兵士                   |
| アル・シャウカ空軍基地の関係者             |                          |                    |                        |
| アリ・ビラーリ空軍大佐                     | Nebras Jamali            |                    | 基地司令官             |
| アンソニー・チャップマン空軍中佐           | アラステア・マッケンジー | 谷内健             |                        |
| イライザ・ラッセル空軍少佐代理             | ロモーラ・ガライ         | 渡辺明乃           |                        |
| サタム・“サム”・アブダル・カーダー空軍大尉 | オスカー・セイラム       | 前田雄             | R-PAS操縦士            |
| カラム・バーカー空軍大尉                   | クリス・ジェンクス       | 田部圭祐           | R-PAS操縦士            |
| ニコール・ロウソン空軍大尉                 | Shannon Hayes            |                    | R-PAS操縦士            |
| フィールド                                 | Ben Allen                |                    | 無人航空機操縦士       |
| ケイン                                     |                          |                    | 無人航空機操縦士       |
| サダーギ                                   |                          |                    | 無人航空機操縦士       |
| フレイザー救急員                           | Kim Allan                |                    | 軍医                   |
| ウェス・ハーパー                           | Jonathan Ajayi           |                    | Alban-X社の技師        |
| サビハ・“サビ”・チャップマン               | ヒバ・メディア           | アナンド雪         | 中佐の娘               |
| MI5                                        |                          |                    |                        |
| サー・イアン・ダウニング                   | Dominic Mafham           |                    |                        |
| ダニエル・ラムジー                         | アミール・エル＝マスリー | 上住谷崇           |                        |
| ライト                                     | Kirsty Besterman         |                    |                        |
| ジョーンズ                                 | Lee Knight               |                    |                        |
| ウォーカー                                 | Edmund Wiseman           |                    |                        |
| スコットランドの人々                       |                          |                    |                        |
| デレク・マッケイブ                         | Steven Elder             |                    | Alban-X社副社長        |
| ロス・サザランド                           | David Elliot             |                    | 退役軍人               |
| フィラス・ザマーン                         | Tommy Sim’aan            |                    | ウディアン出身者       |
| ポピー・シルヴァ                           | Orla Russell             |                    | エイミーの義娘。12歳。 |
| エマ・ミリントン                           | Tania Rodrigues          |                    |                        |
| アーリーン・ロイス                         | Naomi Stirrat            |                    | 掃除婦                 |
| ローラ                                     | Keira Lucchesi           |                    | ロスの知人             |
| サスキア                                   | Rosa Escoda              |                    | Alban-X社の弁護士      |
| ウディアンの人々                           |                          |                    |                        |
| アブダラ・ガザーリ                         | Khalid Laith Nicoel      |                    |                        |
| アリア・ガザーリ                           | Rebecca Banatvala        |                    | アブダラの妻           |
| フェイザル・ガザーリ                       | Malek Alkoni             |                    | アブダラの息子         |
| ナダー・ワヒード                           | Armin Karima             |                    | カーダーと大学の同期生 |
| マタズ                                     | Kamal Mustaffai          |                    | ガザーリの部下         |
| ハフサ                                     | Inaam Al Battat          |                    | ガザーリの部下         |
| モハメド・ラジャブ                         |                          |                    |                        |
| レイラ                                     | Jumaan Zizzari           |                    | ビルの受付係           |

## 製作
当作は『ライン・オブ・デューティ 汚職特捜班』や『ボディガード ―守るべきもの―』等のワールド・プロダクションズ製作の番組と同じスタイルである。2021年に行われたインタビューで脚本のトム・エッジはディヴェロップメント・プロデューサーのジョージ・エイザ＝セリンガーにテレビ向けの潜水艦番組を展開するよう働きかけられた。本作はイギリスの常時海に展開している抑止力（Continuous At-Sea Deterrent: CASD）と潜水艦乗員の生活に着想を得ている。そして撮影・設定ともにスコットランドであり、それに加えて英国海軍の架空のヴァンガード級原子力潜水艦ヴィジル号も舞台としている。製作デザイナーのトム・セイヤーが手の混んだスタジオのセットを製作し、潜水艦の内部はそこで撮影された。

### スタッフ

#### 第1シリーズ
- 製作総指揮：トム・エッジ
- 脚本：トム・エッジ／エド・マクドナルド／チャンドニ・ラクハニ
- 監督：ジェイムズ・ストロング／イザベル・シーブ
- テーマ音楽：アグネス・オベル『Fuel to Fire』

#### 第2シリーズ
- 製作総指揮：トム・エッジ[19]
- 製作：マーカス・ウィルソン[19]
- 脚本：トム・エッジ／マリアム・ハミジ／ジェームズ・スマイズ／ﾗｲｱﾝ・オサリヴァン＆マティルダ・ワネク[19]
- 監督：アンディ・ドゥ・エモニー／ジョス・アニュー[19]

### 日本語版スタッフ
- 制作：東北新社
- 翻訳：光瀬憲子
- 演出：岩田敦彦
- 録音・調整：山本隆行
- プロデュース：スター・チャンネル

## 各話リスト

### 第1シリーズ
| 通算 話数 | シリーズ話数 | タイトル                   | 監督          | 脚本            | 放送日        | 放送日                                  | 7日間視聴者数 （百万人） | 28日間視聴者数 （百万人） |
| --- | ------------ | -------------------------- | ------------- | --------------- | ------------- | --------------------------------------- | ------------------------ | ------------------------- |
| 1 | 1            | "Episode 1" "謎の死"       | James Strong  | Tom Edge        | 2021年8月29日 | 2021年12月5日（先行放送） 2021年12月7日 | 9.96                     | 12.75                     |
| 曳舟漁船マイリ・フィネア号がスコットランドのバーラ・ヘッド島沖で沈没した頃、イギリス海軍のヴァンガード級原子力潜水艦ヴィジル号の船内ではクレイグ・バーク上等兵曹が薬物の過剰摂取で死亡する事件が発生した。事件の知らせを海軍から受けたスコットランド警察はエイミー・シルヴァ主任警部を派遣する。潜水艦から陸側への連絡はほぼ不可能であり、また逆の連絡も海軍に内容を知られることもあり、主任警部は一番仲の通じ合うカーステン・ロングエイカー巡査部長に陸側でバークの関係者の調査を依頼する。 |              |                            |               |                 |               |                                         |                          |                           |
| 2 | 2            | "Episode 2" "内部工作"     | James Strong  | Tom Edge        | 2021年8月30日 | 2021年12月14日                          | 8.80                     | 11.81                     |
| 突如停止した原子炉の再起動にヴィジル号の乗員が追われている中、シルヴァ主任警部は自身の説を裏付ける証拠を発見する。 ロングエイカー巡査部長はポーター巡査部長からヴィジル号の乗員ゲイリー・ウォルシュ上等兵曹に関する情報を受けその情報を主任警部に伝えるが、帰宅後に襲われてしまう。 |              |                            |               |                 |               |                                         |                          |                           |
| 3 | 3            | "Episode 3" "過去の事件"   | James Strong  | Ed Macdonald    | 2021年9月5日  | 2021年12月21日                          | 9.43                     | 12.48                     |
| バーク上等兵曹の事件に関係ある人物が湖畔で殺害されたことでロングエイカー巡査部長はその人物の足取りの調査も始める。シルヴァ主任警部はバーク上等兵曹に人工呼吸をした乗員の状態と合わせて本当の彼の死因を突き止める。バークの隠し持っていたデータから乗員の不穏な人間関係を発見したポーター巡査部長はロングエイカー巡査部長経由で海軍側に悟られぬようその情報を主任警部に伝える。 |              |                            |               |                 |               |                                         |                          |                           |
| 4 | 4            | "Episode 4" "破壊工作"     | Isabelle Sieb | Chandni Lakhani | 2021年9月12日 | 2022年1月4日                            | 9.28                     | 11.88                     |
| 訓練を実戦と勘違いした寝起きのシルヴァ主任警部は艦長室に軟禁されてしまう。英国情報部から湖畔での殺人がロシア人スパイによるものとの情報を受けたロングエイカー巡査部長は、その犠牲者がスパイの写真を撮影していたことをつきとめる。食事をしていた主任警部は偶然、乗員の一人の息子が薬物問題で投獄されていたが出所したとの話を耳にする。 |              |                            |               |                 |               |                                         |                          |                           |
| 5 | 5            | "Episode 5" "スパイの影"   | Isabelle Sieb | Tom Edge        | 2021年9月19日 | 2022年1月11日                           | 9.78                     | 12.07                     |
| 船内の一部に充満した神経ガスによって乗員の一人が死亡し魚雷や通信室があるその区画は封鎖される。艦長以下はガスの発生源の除去及び区画の除染に乗り出す。そのような状況になったヴィジル号と連絡が取れなくなった地上では、ロシア人スパイと通じていた人物を特定したロングエイカー巡査部長がその人物の確保に動いていた。 |              |                            |               |                 |               |                                         |                          |                           |
| 6 | 6            | "Episode 6" "水面下の死闘" | Isabelle Sieb | Tom Edge        | 2021年9月26日 | 2022年1月18日                           | 10.63                    | 12.08                     |
| 犯人によってシルヴァ主任警部が殺されそうになっている中、ヴィジル号は他の潜水艦による追尾を受けていた。主任警部とともに犯人を突き止めた乗員が神経ガスに冒され医務室で休む中、犯人はさらなる混乱を艦内に引き起こす。ロシアとの内通者を確保したロングエイカーは事態の全貌を掴む。 |              |                            |               |                 |               |                                         |                          |                           |

### 第2シリーズ
| 通算 話数 | シリーズ話数 | タイトル                     | 監督           | 脚本                         | 放送日         | 放送日                                                            | 7日間視聴者数 （百万人） | 28日間視聴者数 （百万人） |
| --- | ------------ | ---------------------------- | -------------- | ---------------------------- | -------------- | ----------------------------------------------------------------- | ------------------------ | ------------------------- |
| 7 | 1            | "Episode 1" "空からの狙撃者" | Andy De Emmony | Tom Edge                     | 2023年12月10日 | 2024年6月21日（字幕版配信） 2024年8月4日（先行放送） 2024年8月6日 | 5.96                     | TBA                       |
| ダンデア英空軍試験場で遠隔操縦航空機（R-PAS）のデモンストレーションがウディアンのビラーリ空軍大佐を招いて行われていたが、突如一機が暴走し兵士に死傷者が発生、スコットランド警察のシルヴァ主任警部・ロングエイカー警部・タウンゼンド巡査部長が捜査に赴いた。R-PASのGPSデータから暴走機の操縦はチャップマンによるものと判明しシルヴァとロングエイカーはチャップマンの足取りを追う。 |              |                              |                |                              |                |                                                                   |                          |                           |
| 8 | 2            | "Episode 2" "追跡"           | Andy De Emmony | Tom Edge                     | 2023年12月11日 | 2024年8月13日                                                     | 5.83                     | TBA                       |
| チャップマン親子は発見されシルヴァ主任警部は娘から事情を聞く。タウンゼンド巡査部長の調査から暴走機の操縦はウディアンから行われたものと判明し、シルヴァが現地を訪れることとなる。一方ロングエイカーはチャップマン親子を同じく追っていた男の足取りを追って、協力を求めてきたラムジーとともにその住居へと赴く。                                                                      |              |                              |                |                              |                |                                                                   |                          |                           |
| 9 | 3            | "Episode 3" "操られた心"     | Joss Agnew     | Tom Edge                     | 2023年12月12日 | 2024年8月20日                                                     | 5.43                     | TBA                       |
| アル・シャウカ空軍基地で発生した事件を機にシルヴァ主任警部はR-PAS操縦装置が誰によってどのように基地から外へ持ち出されたのかを把握する。一方腹部に痛みを感じたロングエイカー警部は病院にいることをシルヴァに事後報告するが、主任警部や周囲から体調を絶え間なく心配され機嫌を悪くする。                                                                                             |              |                              |                |                              |                |                                                                   |                          |                           |
| 10 | 4            | "Episode 4" "それぞれの正義" | Andy De Emmony | Maryam Hamidi                | 2023年12月17日 | 2024年8月27日                                                     | 5.12                     | TBA                       |
| シルヴァ主任警部と連絡が取れなくなったロングエイカー警部は、ダンデアに無断侵入をし勾留されているザマーンから情報を得ようとする。その頃シルヴァはガザーリ親子への接触に成功し、彼らが何をしていたのかを知る。 |              |                              |                |                              |                |                                                                   |                          |                           |
| 11 | 5            | "Episode 5" "晴れない疑惑"   | Andy De Emmony | Ryan O'Sullivan Matilda Wnek | 2023年12月18日 | 2024年9月3日                                                      | 5.36                     | TBA                       |
| 盗まれたR-PAS操縦装置が発見されたが、それはシルヴァ主任警部が得た情報とは異なる事実を示すものとなり、彼女は疑問を持ち始める。また暴走機が撮影した事故映像も発見したことで、主任警部は、帰宅が遅れることで悲しんでいるロングエイカー警部にある調査を依頼する。 |              |                              |                |                              |                |                                                                   |                          |                           |
| 12 | 6            | "Episode 6" "愛国心"         | Joss Agnew     | Tom Edge                     | 2023年12月19日 | 2024年9月10日                                                     | 5.35                     | TBA                       |
| シルヴァ主任警部の帰路に殺人事件が発生し、彼女は聴取を機内で行う。一方ロングエイカー警部はサザランドと会うが、その直後に殺人事件を目撃し自身もその犯人に追われることとなってしまう。この二つの事件を機に、シルヴァは大局を把握し始める。 |              |                              |                |                              |                |                                                                   |                          |                           |

## 各国での放送

### 英国での放送
英国では毎週日曜夜21時からBBC 1で放送された。
第4話以降、ITVでは20時から22時に本作でグロウヴァー准尉役を演じるショーン・エヴァンス主演の『刑事モース』第8シリーズが放送されていたが、視聴率でそちらを抑えて首位に立った。

### 日本での放送

#### 第1シリーズ
2021年11月24日よりAmazon Prime Videoチャンネル スターチャンネルEX ―Drama & Classics―およびスターチャンネルEXにて吹替版・字幕版が12月29日までの毎週水曜に各話が順に配信された。そして翌12月よりスターチャンネルでも吹替版・字幕版が放送された。

#### 第2シリーズ
2024年6月21日より毎週金曜日に字幕版がAmazon Prime Videoチャンネル スターチャンネルEXで毎週一話ずつ配信されること、8月に字幕版・吹替版がスターチャンネルで放送されることが5月21日に発表された。
| 放送日                          | 曜日         | 放送時間                    | 放送局                  | 形態     | 備考                                     | 出典          |
| ------------------------------- | ------------ | --------------------------- | ----------------------- | -------- | ---------------------------------------- | ------------- |
| 2021年12月05日                  | 日曜日       | 16:00 - 17:15               | スターチャンネル Star 1 | S1吹替版 | 第一話先行放送                           | [ 2 ]         |
| 2021年12月07日 - 2022年01月18日 | 毎週火曜     | 22:00 - 23:10               | スターチャンネル Star 3 | S1吹替版 | 初回放送                                 | [ 2 ] [ 63 ]  |
| 2021年12月08日 - 2022年01月19日 | 毎週水曜     | 11:00 - 12:10               | スターチャンネル Star 3 | S1吹替版 |                                          | [ 2 ] [ 63 ]  |
| 2021年12月08日 - 2022年01月19日 | 毎週水曜     | 23:00 - 00:15               | スターチャンネル Star 1 | S1字幕版 | 初回放送                                 | [ 2 ] [ 63 ]  |
| 2021年12月10日 - 2022年01月21日 | 毎週金曜     | 00:15 - 01:30               | スターチャンネル Star 1 | S1字幕版 |                                          | [ 2 ] [ 63 ]  |
| 2021年12月15日 - 2022年01月26日 | 毎週水曜     | 13:00 - 14:15               | スターチャンネル Star 1 | S1字幕版 |                                          | [ 2 ] [ 63 ]  |
| 2022年01月08日                  | 土曜日       | 10:00 - 15:00               | スターチャンネル Star 1 | S1字幕版 | キャッチアップ放送（S1#1-4）             | [ 2 ] [ 63 ]  |
| 2022年01月09日                  | 日曜日       | 10:00 - 15:00               | スターチャンネル Star 3 | S1吹替版 | キャッチアップ放送（S1#1-4）             | [ 2 ] [ 63 ]  |
| 2022年05月06 - 8日              | 金-日曜      | 不定                        | スターチャンネル Star 3 | S1吹替版 | GW総力企画： 海外ドラマ3シリーズ一挙放送 | [ 64 ]        |
| 2022年07月19日 - 2022年08月23日 | 毎週火曜     | 22:00 - 23:10               | スターチャンネル Star 3 | S1吹替版 |                                          | [ 65 ]        |
| 2022年07月20日 - 2022年08月24日 | 毎週水曜     | 12:00 - 13:10               | スターチャンネル Star 3 | S1吹替版 |                                          | [ 65 ]        |
| 2022年12月01日 - 2023年01月12日 | 毎週木曜     | 23:00 - 24:05               | スターチャンネル Star 1 | S1字幕版 |                                          | [ 66 ] [ 67 ] |
| 2022年12月03日 - 2023年01月13日 | 毎週土曜     | 01:00 - 02:05               | スターチャンネル Star 1 | S1字幕版 |                                          | [ 66 ] [ 67 ] |
| 2022年12月08日 - 2023年01月19日 | 毎週木曜     | 12:00 - 14:05               | スターチャンネル Star 1 | S1字幕版 |                                          | [ 66 ] [ 67 ] |
| 2023年05月03日                  | 水曜日       | 13:00 - 21:00               | スターチャンネル Star 3 | S1吹替版 | GWスペシャル！ 人気ドラマ一挙放送        | [ 68 ] [ 69 ] |
| 2023年11月18日                  | 土曜日       | 23:00 - 06:00               | スターチャンネル Star 2 | S1字幕版 |                                          | [ 70 ] [ 71 ] |
| 2023年11月25 - 30日             | 土-木        | 09:00 - 10:15前後           | スターチャンネル Star 2 | S1字幕版 |                                          | [ 70 ] [ 71 ] |
| 2023年12月27日                  | 水曜日       | 00:00 - 07:00               | スターチャンネル Star 3 | S1吹替版 |                                          | [ 71 ]        |
| 2024年08月03・4日               | 土曜・日曜日 | 13:40 - 17:10 12:00 - 15:30 | スターチャンネル        | S1吹替版 | S2スタート直前 一挙放送                  | [ 72 ]        |
| 2024年08月05・6日               | 月曜・火曜日 | 16:30 - 20:10 16:00 - 19:20 | スターチャンネル        | S1字幕版 | S2スタート直前 一挙放送                  | [ 72 ]        |
| 2024年08月04日                  | 日曜日       | 15:30 - 16:45               | スターチャンネル        | S2吹替版 | 第一話先行放送                           | [ 47 ] [ 73 ] |
| 2024年08月06日 - 2024年09月10日 | 毎週火曜     | 23:00 - 00:15               | スターチャンネル        | S2字幕版 | 初回放送                                 | [ 47 ] [ 73 ] |
| 2024年08月08日 - 2024年09月12日 | 毎週木曜     | 23:00 - 00:10               | スターチャンネル        | S2吹替版 | 初回放送                                 | [ 47 ] [ 73 ] |
| 2024年08月13日 - 2024年09月17日 | 毎週火曜     | 13:00 - 14:10               | スターチャンネル        | S2字幕版 |                                          | [ 47 ] [ 73 ] |
| 2024年08月15日 - 2024年09月19日 | 毎週木曜     | 13:00 - 14:10               | スターチャンネル        | S2吹替版 |                                          | [ 47 ] [ 73 ] |

### その他地域
- インド：LionsgatePlayで9月10日から配信されている[74][75]。
- ニュージーランド：2021年9月後半から、TVNZ’s TVNZとTVNZ On Demandにて配給された[76]。
- アメリカ合衆国：配信サービスPeacockで2021年12月23日から配信され、USA Networkで2022年1月3日からTV放映がされた[77]。
- ドイツ：2022年1月から、Arteにて「Vigil – Tod auf hoher See」の題で放送された[78]。
- フランス：ドイツと同様にArteで2022年1月13日から配信されている。
- オランダ：ストリーミング・サービスNederlandse Publieke Omroep（NPO）のプレミア・サービスNPOプラスで配信されている[79]。
- リトアニア：LRT Televizijaで放映された[80]。

## 評価

### イギリスでの視聴者数
第1話は放送から七日間で1020万人の視聴者数を獲得し、本作は2021年にBBCで最も視聴された新ドラマとなった。

### 批評
『ガーディアン』紙のルーシー・マンガンは第1話を好奇心をそそるものとし、五つ星の評価をした上で「手堅く進む、昔ながらのエンターテインメント」と表現した。『インデペンデント』紙は五つ星中四つ星の評価であったが、出演者とトム・エッジの脚本を褒め称えている。ロンドンの『イヴニング・スタンダード』紙による四つ星評価の中で、ケイティー・ロセインスキーは「最深海を航行中の潜水艦を舞台にした場面で、照明が赤みがかっていたり青みがかっていたりし視覚的にも感銘を受けるものである。そこに飛び上がらせるような恐怖、ほんの一握りの大災害、そしていくつかある続きが気になるような謎で、興味深くも暗い最深部での緊張感漂う謎が生まれる。毎週日曜の夜はストレスでいっぱいだ――他のものでは味わえないだろう。」と述べた。『エンパイア』誌に掲載された五つ星のレヴューで『ヴィジル』は「冷酷な陰謀を描いたドラマで、自らの持ち札をいかにして相手にさとられないかを知っている演者たちで溢れている」と説明された。『ザ・タイムズ』紙のヒューゴ・リフキンドは「フーダニットを潜水艦で行った」ことは「見事な腕前だ」と評した 。『フィナンシャル・タイムズ』紙で四つ星と評したスージー・フィエイは「潜水艦を舞台としたことは極めて一般的な材料から美味しい料理をつくるようなうれしい効果をもたらした」と述べた。
他のレヴューはそこまで称賛をせず、非現実的なセットや技術的な不正確さ、脚本の非現実性や製作側の政治的偏見に焦点を当てている。『ザ・スペクテイター』紙のジェイムズ・デリングポールは本作を「素人らしい非現実的なもの」と評した上で「制服が間違っている。天井が高すぎるし潜水艦があまりにも雄大すぎる」と他の問題を指摘した上で、「使い古された言い回しに、信じがたい脚本と官僚主義的な確認手続きだ」と評した。『ザ・テレグラフ』紙のアニタ・シングは本作を「とても悪くロシアのプロパガンダかもしれない」と評し、また同紙のエド・パワーも「話がナンセンスだ」とか「前提が無駄だ」などと付した。『ザ・テレグラフ』紙はまた本作で海軍考証を担当した人物がスコットランド国民党の評議員であり反核兵器運動家であることで、偏見の告発を招いた」と報じた。『ザ・タイムズ』紙のキャロル・ミドグリーは「標準レベルに達しない海を舞台としたドラマで私の心は沈んだ」と述べ、本作を「無能だ」と評した。

### FV・アンタレス号沈没事件
本作で描かれた架空の曳舟漁船マイリ・フィネア号の沈没事件は、FV・アンタレス号が英国海軍のトラファルガー級原子力潜水艦トレンチャント号（S-91）によって1990年にクライド湾で沈没した事件を思い起こさせるものである。アトラス号の乗員の遺族はマイリ・フィネア号の沈没によって動転したと述べたが、BBCは本作が特定の事件に影響を受けたり元にしていたということを否定した。

### その他
Twitter上では、シルヴァ（Silva）主任警部とロングエイカー（Longacre）巡査部長の関係性に注目したタグ「silvacre」をつけた投稿が初日放送直後（英国時間8月29日午後10時7分）になされ、それ以来ファン・フィクションなどを含め様々な投稿が行われている。この現象は主演の二人の耳にも入っていた。
第1シリーズではシリーズ名と同名の原子力潜水艦が舞台であったが、第2シリーズには「Vigil」と名前がつくものは一切出てこない。しかし実際のスコットランド警察の紋章には「Semper Vigilo」の文言が記されている。

## 受賞
| 年   | 賞                                                      | 部門                                                       | 受賞者                                                                             | 結果       | 出典                    |
| ---- | ------------------------------------------------------- | ---------------------------------------------------------- | ---------------------------------------------------------------------------------- | ---------- | ----------------------- |
| 2021 | TV Times Awards                                         | Favourite Actress                                          | サランヌ・ジョーンズ                                                               | ノミネート | [ 99 ] [ 100 ]          |
| 2021 | TV Times Awards                                         | Favourite Actor                                            | ショーン・エヴァンス                                                               | ノミネート | [ 99 ] [ 100 ]          |
| 2022 | 第33回 GLAADメディア賞                                  | 最優秀テレビ映画・ミニシリーズ                             | 『原潜ヴィジル』                                                                   | ノミネート | [ 101 ] [ 102 ]         |
| 2022 | 英国映画テレビ芸術アカデミー                            | ドラマ・シリーズ                                           | 『原潜ヴィジル』                                                                   | ノミネート | [ 103 ] [ 104 ]         |
| 2022 | 英国映画テレビ芸術アカデミー                            | プロダクション・デザイン                                   | トム・セイヤー                                                                     | ノミネート | [ 105 ] [ 104 ]         |
| 2022 | Rockie Awards                                           | ドラマ・シリーズ：英語                                     | 『原潜ヴィジル』                                                                   | 受賞       | [ 106 ] [ 107 ]         |
| 2022 | BAFTA スコットランド                                    | Actress Television                                         | サランヌ・ジョーンズ                                                               | ノミネート | [ 108 ] [ 109 ] [ 110 ] |
| 2022 | BAFTA スコットランド                                    | Director – Fiction                                         | イザベル・シーブ                                                                   | ノミネート | [ 108 ] [ 109 ] [ 110 ] |
| 2022 | BAFTA スコットランド                                    | Director – Fiction                                         | ジェームズ・ストロング                                                             | 受賞       | [ 108 ] [ 109 ] [ 110 ] |
| 2022 | BAFTA スコットランド                                    | Television Scripted                                        | 『原潜ヴィジル』製作チーム （ワールド・プロタクションズ／BBC One）                 | ノミネート | [ 108 ] [ 109 ] [ 110 ] |
| 2022 | BAFTA スコットランド                                    | Writer Film/Television in Partnership with Screen Scotland | トム・エッジ                                                                       | ノミネート | [ 108 ] [ 109 ] [ 110 ] |
| 2022 | 第50回国際エミー賞                                      | ドラマ・シリーズ部門                                       | ワールド・プロタクションズ／BBC One                                                | 受賞       | [ 111 ] [ 112 ] [ 113 ] |
| 2022 | ロイヤル・テレビジョン・ソサエティ Scotland Awards 2022 | Post Production: Editing (Craft)                           | ニッキー・マックリースティ                                                         | ノミネート | [ 114 ] [ 115 ]         |
| 2022 | ロイヤル・テレビジョン・ソサエティ Scotland Awards 2022 | Sound (Craft)                                              | カルーア・ヘンダーソン／イアン・アンダーソン／サム・ビグス／スチュアート・ブルース | 受賞       | [ 114 ] [ 115 ]         |